# Suria (misil)
El misil Suria o Surya ('Sol') es un supuesto misil balístico intercontinental desarrollado por la Organización de Investigación y Desarrollo de Defensa de la India. Su alcance operativo superaría los 16 000 km, cubriendo toda la Tierra.

## Historial
Según un informe de 1995 publicado en The Nonproliferation Review, Surya (que significa Sol en sánscrito y en muchas lenguas indias) es el nombre en clave de uno de los misiles balísticos intercontinentales que, según se informa, la India está desarrollando, para el cual no existe ninguna información oficial por parte de la India. Se cree que el DRDO comenzó el proyecto en 1994. Este informe no fue confirmado por ninguna otra fuente hasta 2010.
Según el informe, el Surya es un misil balístico de propulsión sólida y líquida, de superficie y de alcance intercontinental. El informe añade que Surya es el proyecto más ambicioso del Programa Integrado de Desarrollo de Misiles Guiados de la India. El misil Surya es de naturaleza más estratégica debido a sus capacidades y, por lo tanto, ofrece al enemigo una destrucción mutua asegurada. Se especula que el Surya tiene un alcance de más de 12.000 kilómetros, lo que incluye a casi todas las naciones principales del mundo en su alcance.
Se dice que tiene un diseño de tres etapas, con las dos primeras etapas usando propulsores sólidos y la tercera etapa usando líquido. Se especula que la primera etapa será tomada prestada del Polar Satellite Launch Vehicle (PSLV).

### Desarrollo
Según un informe de 2013 de The New Indian Express, se especula que el misil Surya se construyó de forma muy confidencial con el nombre en clave de Agni-VI.